# Uggiano la Chiesa
Uggiano la Chiesa ist eine italienische Gemeinde in der Provinz Lecce in der Region Apulien.
Uggiano la Chiesa ist 44 km von Lecce entfernt. Die Nachbargemeinden sind Giurdignano, Minervino di Lecce, Otranto und Santa Cesarea Terme. Hier wohnen 4317 Einwohner (Stand 31. Dezember 2023) auf einer Fläche von 14 km².
Der Name „La Chiesa“ (dt. Die Kirche) stammt von der im Zentrum der Stadt gelegenen Kirche.